# شهرستان بالتاسینسکی
شهرستان بالتاسینسکی (به لاتین: Baltasinsky District) یک شهرستان در روسیه است که در تاتارستان واقع شده‌است.